# French Latino
 (novembre 2022).
La mise en forme du texte ne suit pas les recommandations de Wikipédia : il faut le « wikifier ».
Les points d'amélioration suivants sont les cas les plus fréquents. Le détail des points à revoir est peut-être précisé sur la page de discussion.
- Les titres sont pré-formatés par le logiciel. Ils ne sont ni en capitales, ni en gras.
- Le texte ne doit pas être écrit en capitales (les noms de famille non plus), ni en gras, ni en italique, ni en « petit »…
- Le gras n'est utilisé que pour surligner le titre de l'article dans l'introduction, une seule fois.
- L'italique est rarement utilisé : mots en langue étrangère, titres d'œuvres, noms de bateaux, etc.
- Les citations ne sont pas en italique mais en corps de texte normal. Elles sont entourées par des guillemets français : « et ».
- Les listes à puces sont à éviter, des paragraphes rédigés étant largement préférés. Les tableaux sont à réserver à la présentation de données structurées (résultats, etc.).
- Les appels de note de bas de page (petits chiffres en exposant, introduits par l'outil «  Source ») sont à placer entre la fin de phrase et le point final[comme ça].
- Les liens internes (vers d'autres articles de Wikipédia) sont à choisir avec parcimonie. Créez des liens vers des articles approfondissant le sujet. Les termes génériques sans rapport avec le sujet sont à éviter, ainsi que les répétitions de liens vers un même terme.
- Les liens externes sont à placer uniquement dans une section « Liens externes », à la fin de l'article. Ces liens sont à choisir avec parcimonie suivant les règles définies. Si un lien sert de source à l'article, son insertion dans le texte est à faire par les notes de bas de page.
- La présentation des références doit suivre les conventions bibliographiques. Il est recommandé d'utiliser les modèles {{Ouvrage}}, {{Chapitre}}, {{Article}}, {{Lien web}} et/ou {{Bibliographie}}. Le mode d'édition visuel peut mettre en forme automatiquement les références.
- Insérer une infobox (cadre d'informations à droite) n'est pas obligatoire pour parachever la mise en page.

Pour une aide détaillée, merci de consulter Aide:Wikification.
Si vous pensez que ces points ont été résolus, vous pouvez retirer ce bandeau et améliorer la mise en forme d'un autre article.
French Latino est un groupe de musique créé en France en 2009 par l'auteur-compositeur-interprète Jean-Paul Gavino avec sa fille Michelle.
Le groupe de style latino-méditerranéen  mélange différents rythmes d'Europe, d'Afrique et d'Amérique du Sud tels que Flamenco, Jazz, Boléros, Salsas, Cha-chas, Bachatas et se produit en français, anglais, espagnol, brésilien et italien.

## Adaptation
Outre des compositions originales, French Latino reprend dans différentes langues des chansons latines célèbres, telles que Besame mucho, Parole, parole, El Reloj, et propose des adaptations originales en espagnol:
- Andalucía écrite par Antonio Gutierrez. sur l'album Guarda la esperanza, qui s'inspire de la Sérénade composée par Franz Schubert
- " Le ciel, le soleil et la mer" de François Deguelt est devenu "Hay cielo el sol y el mar" sur l'album Merci; la chanson est écrite, enregistrée et mixée dans le studio Unomusic par Luis Villa et le titulaire du Latin Grammy Miguel Ángel González[5].

## Discographie
- Guarda la esperanza (2009)
- Suerte (2013)
- La vie en rose (2018)
- Merci (2022)

## Partenariat et Récompense
Le groupe a reçu le Silver Creator Award par Youtube en 2021 notamment grâce aux performances telles que Historia de un Amor  suivies par plusieurs millions de spectateurs 
Les danseurs de Salsa José Aranda et María Vela, vainqueurs de la Coupe du Monde de Danse Latine  en 2021  participent au clip Bolero 21 de l'album Merci  avec une chorégraphie originale. 